# كوريت
الكوريت هو أكسيد معدني من الرصاص واليورانيوم صيغته الكيميائية : Pb3(UO2)8O8(OH)6·3(H2O). سمي بهذا الاسم تكريمًا للعالمين ماري وبيير كوري، اللذان عرفا بأعمالهما في مجال اضمحلال النشاط الإشعاعي.